# Filmographie de Juliette Gréco
 (mars 2025).
Cet article recense la filmographie de Juliette Gréco au cinéma et à la télévision.

## Filmographie

### Cinéma
- 1948 : Les Frères Bouquinquant de Louis Daquin : une religieuse
- 1949 : Ulysse ou les mauvaises rencontres (Aller et retour), court métrage d'Alexandre Astruc : Calypso
- 1949 : Au royaume des cieux de Julien Duvivier : Rachel
- 1950 : Orphée de Jean Cocteau : Aglaonice
- 1951 : Sans laisser d'adresse de Jean-Paul Le Chanois : la chanteuse — Elle chante La Fiancée du prestidigitateur
- 1951 : Boum sur Paris de Maurice de Canonge : elle-même — Elle chante Je hais les dimanches
- 1952 : Le Gantelet vert (The Green Glove) de Rudolph Maté : la chanteuse — Elle chante Romance et L'amour est parti
- 1953 : La Route du bonheur (Saluti e baci) de Maurice Labro et Giorgio Simonelli : elle-même
- 1953 : Quand tu liras cette lettre de Jean-Pierre Melville : Thérèse Voise
- 1955 : Elena et les Hommes de Jean Renoir : Miarka, la bohémienne — Elle chante Miarka et Méfiez-vous de Paris[Note 1]
- 1956 : La Châtelaine du Liban (La Castellana del Libano) de Richard Pottier : Maroussia — Elle chante Mon cœur n'était pas fait pour ça
- 1956 : L'Homme et l'Enfant de Raoul André : Nicky Nistakos
- 1957 : Œil pour œil (Occhio per occhio) d'André Cayatte, Gréco (silhouette) chante C'est de destin qui commande
- 1957 : Le soleil se lève aussi (The Sun Also Rises) d'Henry King : Georgette Aubin
- 1958 : Bonjour tristesse d'Otto Preminger : elle-même — Elle chante Bonjour tristesse
- 1958 : Les Racines du ciel (The Roots of Heaven) de John Huston : Minna
- 1958 : La Rivière des alligators (The Naked Earth) de Vincent Sherman : Maria — Elle chante Demain il fera jour
- 1959 : La Lorelei brune (Whirlpool) de Lewis Allen : Lora — Elle chante Whirlpool et Pieds nus dans mes sabots (Barefoot In My Clogs)
- 1960 : Drame dans un miroir (Crack in the Mirror) de Richard Fleischer : Éponine/Florence
- 1961 : Le Grand Risque (The Big Gamble) de Richard Fleischer : Marie
- 1962 : Maléfices d'Henri Decoin : Myriam Heller
- 1964 : Cherchez l'idole de Michel Boisrond : simple apparition
- 1965 : L'Amour à la mer de Guy Gilles : l'actrice
- 1965 : La Case de l'oncle Tom (Onkel Toms Hütte) de Géza von Radványi : Dinah — Elle chante Tant pis, tant pis pour moi (So Much the Worse For Me)
- 1966 : La Nuit des généraux (The Night of the Generals) d'Anatole Litvak : Juliette — Elle chante L'amour est plus jeune que la mort
- 1967 : Le Désordre à vingt ans, documentaire de Jacques Baratier : elle-même
- 1973 : Le Far West de Jacques Brel : simple apparition
- 1975 : Lily aime-moi de Maurice Dugowson : Flo
- 1999 : Lettre à mon frère Guy Gilles, cinéaste trop tôt disparu, documentaire (moyen métrage) de Luc Bernard : elle-même
- 2001 : Paris à tout prix, télésuite documentaire d'Yves Jeuland : elle-même
- 2001 : Belphégor, le fantôme du Louvre : la dame qui passe dans le cimetière
- 2002 : La Dernière Fête de Jedermann (Jedermanns Fest) de Fritz Lehner : Yvonne Becker

### Télévision
- 1965 : Belphégor ou le Fantôme du Louvre, feuilleton télévisé de Claude Barma : Laurence/Stéphanie — À la suite du succès de ce feuilleton, dans lequel elle ne chante pas, Gréco enregistre postérieurement la chanson Belphégor (le compositeur Philippe-Gérard s'inspire de la musique composée par Antoine Duhamel pour le feuilleton).